# Museum van het Waalse Leven
Het Museum van het Waalse Leven (Frans: Musée de la Vie Wallonne) is een volkskundig museum in de Belgische stad Luik.

## Geschiedenis

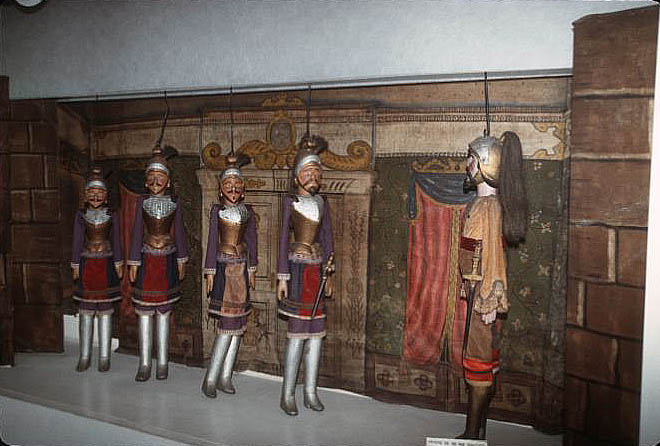
Luikse marionetten, behorend tot de etnografische collectie

De geschiedenis van het museum gaat terug tot 1891, toen door het Conservatorium van Luik een etnografische tentoonstelling over Belgisch-Congo werd georganiseerd. Luikse intellectuelen pleitten toen voor het behoud van de -snel verdwijnende- etnografische voorwerpen van Wallonië. In 1894 wilden zij een Musée du Vieux-Liège oprichten, maar het ontbrak aan geld en publieke ondersteuning.
Geleidelijk aan won de Waalse Beweging aan kracht, en daarbinnen ook de wens tot oprichting van een dergelijk museum, zoals tot uiting kwam in het Waals Congres van 1905. In 1913 werden de statuten van een dergelijk museum geformuleerd. Hierbij waren het Waals Literatuurgenootschap, het Luikse Instituut voor Archeologie en de Vereniging voor Kunst en Geschiedenis van het Bisdom Luik betrokken. De doelstelling omvatte het bewaren van objecten en documenten, betrekking hebbende op de etnografie, de folklore, de gewoonten, de kunst, het ambacht en de woordenschat van de Waalse bevolking.
In 1930 werd aan de Féronstrée het museum ingewijd, voorlopig bestaande uit een drietal voor het publiek toegankelijke zalen, die pas sedert 1934 permanent toegankelijk waren. Ook werden er toen films vertoond die op het onderwerp van het museum betrekking hadden.
De collectie groeide sterk en men zag uit naar een veel grotere behuizing, die werd voorzien in het Minderbroedersklooster. De binnenplaats toont de strenge stijl van de eind-17de-eeuwse Maasarchitectuur, Dat moest echter aan de eisen worden aangepast en pas in 1972 kon het museum aan de Cour des Mineurs worden geopend. In 1980 kwam daar een publiek toegankelijk documentatiecentrum bij. De Sint-Antoniuskerk, de voormalige kloosterkerk, werd eveneens bij dit museum gevoegd. 
Einde 20e eeuw werd het duidelijk dat het museum meer moest bieden dan nostalgie naar vervlogen tijden. Ook een band naar het heden moest tot stand worden gebracht. Multimediapresentaties werden ontwikkeld. Van 2004-2008 werd het museum geherstructureerd en daarna heropend. Een restaurant, sanitair en een museumwinkel werden toegevoegd.

## Collectie
Het museum biedt een kennismaking met het vroegere dagelijkse leven in de regio. De grote collectie loopt uiteen van oude ambachten, meubilair, huishoudelijk gerei, religieuze beeldjes en medische voorwerpen tot historische affiches, oude foto's die met een stereoscoop bekeken kunnen worden en rariteiten als een echte guillotine, die voor het laatst werd gebruikt in 1824.
De collectie is sinds 2008 opgebouwd rond een vijftal thema's:
- Wallonië
- Technologische (r)evolutie
- Samenleving
- Dagelijks leven
- Geestelijk leven

De volgende verzamelingen worden door het museum beheerd:
- Beelden door Léonard Harzé
- Astrolabiums en zonnewijzers van Max Elskamp
- Vervoermiddelen, van koetsen tot de in Herstal geproduceerde motorfietsen
- Devotionalia
- Kleding en kledingaccessoires
- Spelen en spelletjes
- Medailles, vlaggen en vaandels
- Meubelstukken
- 600 marionetten
- Schaalmodellen
- Schilderijen
- Radio's en audiovisuele apparatuur